# Калабрия, Аннаграция
Аннаграция Констанция Калабрия (итал. Annagrazia Costanza Calabria, род. 6 мая 1982, Нью-Йорк, Нью-Йорк) — итальянский политик, депутат Палаты депутатов Италии от партии «Вперёд, Италия».

## Биография

### Происхождение
Аннаграция Калабрия родилась 6 мая 1982 года в Нью-Йорке. Является внучкой Карло ди Калабрия, руководителя европейского отделения американского банка Merrill Lynch. Родители — Луиджи Калабрия (итал. Luigi Calabria), бывший финансовый директор компании Leonardo-Finmeccanica, и Синтия Альфонси (итал. Cynthia Alfonsi), региональный координатор Лацио движения «Azzurro Donna». В детстве неоднократно бывала в Риме на встречах в дискуссионном клубе партии «Вперёд, Италия».

### Образование и работа
В 2006 году окончила университет LUISS по специальности «юриспруденция», затем работала в римском филиале юридической фирмы Allen & Overy. С 2008 по 2014 годы была секретарём научного комитета фонда «Италия — США». С 2009 года работает в Институте Аспена как младший сотрудник.

### Политическая деятельность
В 2001 году в возрасте 19 лет она участвовала в муниципальных выборах в Риме по списку «Roma Nostra» в поддержку кандидатуры Антонио Таями на пост мэра Рима, однако набрала всего 135 голосов. Далее она вошла в движение «Вперёд, Италия — молодёжь за свободу», возглавляя комитет по молодёжной политике и работая региональным координатором в Лацио.
Аннаграция Калабрия была избрана в Палату депутатов 29 апреля 2008 года по итогам парламентских выборов от XV округа Лацио 1 и стала самым молодым депутатом нового Парламента. Она заняла место Джованни Алеманно, который выиграл выборы мэра Рима. На заседаниях Палаты депутатов Калабрия работала как член фракции «Народ свободы». 19 января 2009 года вступила в Транснациональную радикальную партию по случаю инаугурации президента США Барака Обамы и призвала многих последовать её примеру. 27 марта открыла съезд партии «Народ свободы».
5 марта 2013 года Калабрия была переизбрана на очередных выборах от I округа Пьемонта, войдя в правоцентристскую коалицию Сильвио Берлускони 19 марта. С 19 июля  — член парламентской комиссии по вопросам детей и молодёжи. 16 ноября после роспуска «Народа свободы» перешла в партию «Вперёд, Италия», став 24 марта 2014 года членом комитета Президиума партии.
Ещё 17 декабря 2010 года Аннаграция Калабрия была назначена национальным координатором движения «Молодая Италия» после отставки Франческо Паскуали, ушедшего в партию «Будущее и свобода для Италии». Калабрия стала руководить движением наравне с Джорджией Мелони. Назначение Калабрии вызвало возмущение в партии «Народ свободы», а главным критиком стал Виргилио Фалько, бывший национальный координатор студенческого крыла, подавший в знак протеста в отставку 10 февраля 2011 года со всех своих постов. С 21 июля 2015 года Калабрия работает в I комиссии (по вопросам Конституции, Председателя Совета и внутренним делам).
Одной из близких подруг Аннаграции является Мариярозария Росси.